# C/1995 O1 (Хейла — Боппа)
Комета Хе́йла — Бо́ппа (C/1995 O1) — долгопериодическая комета, ставшая, возможно, самой «наблюдаемой» кометой XX века, и одной из ярчайших за несколько последних десятилетий. Была видима невооружённым глазом рекордный срок — 18 месяцев, в два раза больше предыдущего рекорда, установленного Большой кометой 1811 года.
Открыта 23 июля 1995 года на очень большом расстоянии от Солнца (около 7,2 а. е.), позволив предположить, что она будет довольно яркой и при подлёте к Земле. Несмотря на труднопредсказуемость яркости комет в какой-либо степени точности, данная комета оправдала и превзошла ожидания астрономов, пройдя перигелий 1 апреля 1997 года. Иногда её называют «Большой кометой 1997 года».
Появление кометы Хейла — Боппа также вызвало смятение среди людей, которого не наблюдалось долгое время. Широкую огласку получили слухи, что за кометой летит корабль пришельцев. Эти же слухи стали толчком к массовому самоубийству среди последователей нового религиозного движения «Врата рая».

## Открытие
Комета была открыта независимо друг от друга двумя американскими наблюдателями — Аланом Хейлом и Томасом Боппом. Хейл провёл много сотен бесплодных часов в поисках комет, и около своего дома в Нью-Мексико он наблюдал за уже известными кометами, когда около полуночи вдруг натолкнулся на туманный объект величиной 10,5m рядом с шаровым звёздным скоплением M70 в созвездии Стрельца. Хейл сперва установил, что рядом с этим скоплением нет других объектов глубокого космоса. Далее он обнаружил, что объект заметно перемещается на фоне звёзд (а значит, находится в Солнечной системе), и написал электронное письмо в Центральное бюро астрономических телеграмм, которое отслеживает астрономические открытия.
У Боппа не было собственного телескопа. Он был на природе со своими друзьями около Стенфилда в Аризоне, и наблюдал звёздные скопления и галактики, когда в окуляре телескопа, принадлежавшего его другу, перед глазами Томаса промелькнуло пятнышко света. Сверившись с эфемеридами известных объектов Солнечной системы, Бопп понял, что это пятнышко является новым объектом, и послал телеграмму туда же, куда и Хейл.
На следующее утро было подтверждено открытие новой кометы, которой дали название кометы Хейла — Боппа и обозначение C/1995 O1. Об открытии было объявлено в циркуляре № 6187 Международного астрономического союза. На время открытия комета находилась на расстоянии 7,1 а. е. от Солнца.
Вскоре обнаружились более ранние снимки с кометой. Так, Теренс Дикинсон нашёл комету на своём снимке, сделанном 29 мая 1995 года, а Роберт Макнот — на снимке, сделанном 27 апреля 1993, то есть за два года до открытия кометы. В то время её величина составляла 18m, а расстояние от Солнца — 13,0 а. е.

## Становление «Большой кометы»

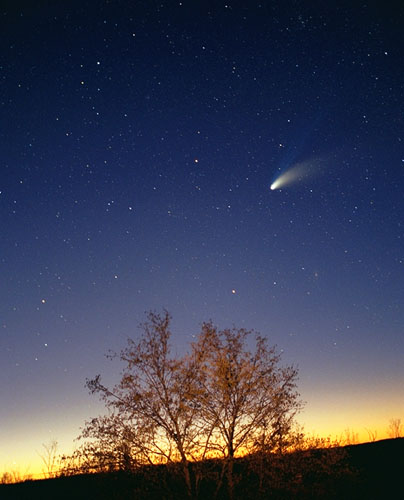
Вид кометы близ г. Пазин, Хорватия. 29 марта 1997 года

Комета стала видна невооружённым глазом в мае 1996 года. Несмотря на то, что увеличение яркости несколько замедлилось во второй половине года, учёные оптимистично предсказывали, что комета будет очень яркой. Из-за её близости к Солнцу в декабре 1996 года наблюдения были затруднены, но в январе она снова стала хорошо видна и была настолько яркой, что её можно было видеть даже при свете фонарей больших городов.
Приближаясь к Солнцу, комета Хейла — Боппа становилась всё ярче: в феврале она достигла 2-й величины, и уже можно было различить её хвосты — голубоватый ионный, направленный в противоположную от Солнца сторону, и желтоватого оттенка пылевой, изогнутый по орбите кометы. Солнечное затмение в Восточной Сибири и Монголии 9 марта позволило увидеть комету днём. 23 марта 1997 года комета Хейла — Боппа подошла к Земле на минимальное расстояние — 1,315 а. е. (196,7 млн км).
При прохождении перигелия 1 апреля 1997 года комета представляла потрясающее зрелище. Со средней величиной −0,7 она сияла ярче любой звезды (исключая Сириус), а её два хвоста растянулись по небу на 15-20 градусов (а невидимые для простого наблюдателя их части — на 30—40°). Комету можно было наблюдать сразу после наступления сумерек; и хотя много «больших» комет, проходя перигелий, находились недалеко от Солнца, комету Хейла — Боппа можно было наблюдать в северном полушарии всю ночь.
Развитие сети Интернет в то время обусловило возникновение множества сайтов, которые отслеживали подробности полёта кометы и даже публиковали ежедневные фотографии. Таким образом, Интернет сыграл большую роль в обращении беспрецедентного общественного интереса к комете Хейла — Боппа.
Комета Хейла — Боппа могла бы быть ещё более впечатляющей. Если бы она подошла на такое же расстояние к Земле, как в 1996 году — комета Хякутакэ (0,1 а. е.), она превысила бы по яркости Венеру, достигнув −5-й звёздной величины.

## Удаление кометы
После прохождения перигелия комета переместилась в южную небесную полусферу, и её яркость стала ослабевать. Комета выглядела гораздо менее внушительной для южных наблюдателей, зато они смогли увидеть, как её яркость постепенно спадает на протяжении второй половины 1997 года. Последние известные наблюдения кометы невооружённым глазом относятся к декабрю 1997 года, следовательно, она была видимой на протяжении около 18 с половиной месяцев. Этот срок побил предыдущий рекорд в 9 месяцев, установленный Большой кометой 1811 года.
Сейчас комета Хейла — Боппа удаляется, и её яркость продолжает убывать. В августе 2004 года она вылетела за пределы орбиты Урана, а по состоянию на середину 2008 года она находилась на расстоянии около 26,8 а. е. от Солнца. Тем не менее она до сих пор отслеживается астрономами. Поводом для этого является необычно долгая активность кометы. Наблюдения октября 2007 года свидетельствуют, что у кометы всё ещё имелась кома яркостью около 20m.
Предполагается, что причина необычно долгой активности кроется в медленном остывании гигантского ядра кометы.
Ожидалось, что комета будет доступной для наблюдений при помощи больших телескопов примерно до 2020 года, пока её яркость не упадёт до 30m. Комета вернётся к Земле примерно в 4390 году. Предполагается, что в одном из следующих возвращений комета Хейла — Боппа имеет 15%-й шанс стать околосолнечной, и послужить прародителем нового семейства, такого как семейство комет Крейца.

## Изменения орбиты

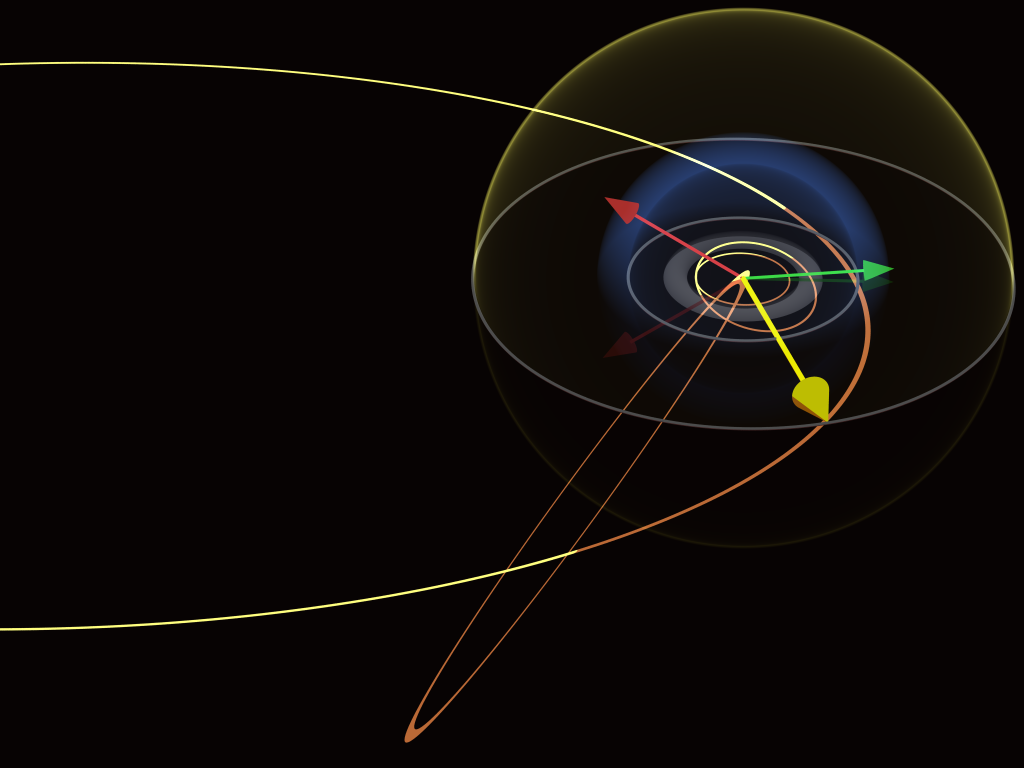
Сравнение длин орбит: Седны (слева), кометы Хейла — Боппа (внизу, оранжевая линия); световой день (жёлтая сфера), граница ударной волны (голубая сфера); положение «Вояджера-1» (красная стрелка) и «Пионера-10» (зелёная стрелка); пояс Койпера (серое кольцо); орбита Плутона (небольшой наклонный эллипс внутри пояса Койпера) и Нептуна (самый маленький эллипс)

Наиболее вероятно, что в предпоследний раз комета проходила перигелий около 4200 лет назад. Её орбита почти перпендикулярна к плоскости эклиптики, поэтому близкие подлёты к планетам для неё очень редки. Но в марте 1996 года комета пролетела на расстоянии 0,77 а. е. от Юпитера — достаточно близко для того, чтобы притяжение этой планеты повлияло на её орбиту. При этом самая дальняя от Солнца точка орбиты (афелий) приблизилась с 600 до 350 а. е. Период обращения кометы сократился до 2400 лет, и теперь следующее её появление в Солнечной системе ожидается около 4390 года.

## Научные исследования

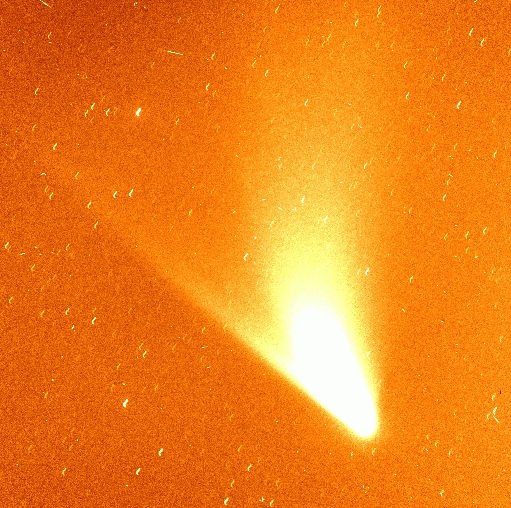
Натриевый хвост кометы (отходит влево вверх от ядра кометы)

При приближении к Солнцу комета интенсивно изучалась астрономами. При этом были сделаны некоторые важные и интересные открытия.
Одним из наиболее значимых результатов было обнаружение у кометы хвоста третьего типа. В дополнение к обычным газовому (ионному) и пылевому хвостам, имелся ещё слабый натриевый, видимый только с помощью мощных инструментов и сложной системы фильтров. Натриевые потоки ранее замечали и у других комет, но ни у одной из них они не образовывали хвост. У кометы Хейла — Боппа он состоял из нейтральных атомов и растянулся почти на 50 миллионов километров в длину.
Источник натрия находился внутри головы кометы, хотя и не в самом ядре. Есть несколько возможных механизмов образования такого источника, например, столкновения между частицами пыли, окружающими ядро, или «выдавливание» натрия из этих частиц под действием ультрафиолета. Пока ещё не совсем ясно, какой из механизмов в большей степени проявлялся в данном случае.
В то время как пылевой хвост просто оставался позади кометы, описывая её траекторию, а ионный был направлен прямо от Солнца, натриевый хвост пролегал между этими двумя. Это говорит о том, что атомы натрия выталкивались из головы кометы под давлением света.

### Избыток дейтерия
В комете было обнаружено высокое содержание дейтерия в форме тяжёлой воды: почти в два раза больше, чем в земных океанах. Это означает, что, хотя столкновения комет с Землёй могли быть важным источником воды на планете, они не могли быть единственным источником (если, конечно, подобная концентрация характерна для всех комет).
Также было обнаружено наличие дейтерия в составе других соединений водорода. Соотношение этих элементов различалось в разных структурах, поэтому астрономы предположили, что льды кометы формировались не в протопланетном диске, а в межзвёздном облаке. Теоретические модели образования льдов в туманностях показывают, что комета Хейла — Боппа образовалась при температуре 25—45 К.

### Органические соединения
Наблюдения кометы Хейла — Боппа с помощью спектроскопа выявили наличие группы органических соединений, некоторые из них никогда не обнаруживались в кометах. Эти сложные молекулы, такие как уксусная и муравьиная кислоты и ацетонитрил, могли быть в составе ядра или получиться в ходе химических реакций.

### Обнаружение аргона
Комета Хейла — Боппа стала также первой кометой, в составе которой обнаружили благородный газ аргон. Благородные газы химически инертны и крайне летучи, причём разные газы обладают разной температурой кипения. Последнее свойство помогает при отслеживании изменения температуры кометных льдов. Так, криптон испаряется при температуре 116—120 K, и было обнаружено, что его содержание в комете ниже в 25 раз по сравнению с солнечным; напротив, температура сублимации аргона 35—40 K, и его содержание по сравнению с солнечным выше.
Так было установлено, что температура внутренних льдов кометы Хейла — Боппа никогда не превышала 40 К, и в то же время в какой-то точке их температура была выше 20 К. Если только образование Солнечной системы не происходило при температурах более низких, чем предполагают в настоящее время, и при более высоком начальном содержании аргона, то наличие аргона в комете означает, что комета Хейла — Боппа сформировалась за орбитой Нептуна где-то в поясе Койпера, а затем переместилась к облаку Оорта.

### Вращение

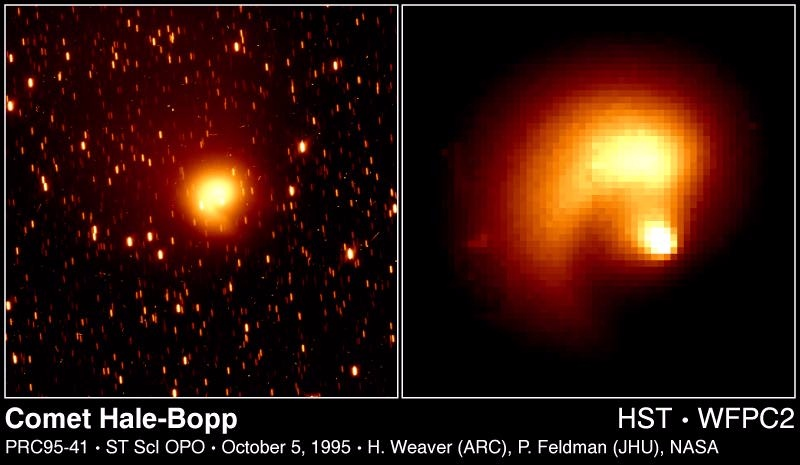
Выброс вещества из ядра кометы.

Активность кометы и выбросы газа не одинаково распределялись по всей поверхности ядра, а проявлялись в виде сильных выбросов из определённых точек. По наблюдениям за ними стало возможным вычислить период вращения ядра кометы. Было установлено, что ядро кометы Хейла — Боппа действительно вращается, однако в разные моменты времени были получены различные значения периода: от 11 ч. 20 мин. до 12 ч. 5 мин Наложение вращений с несколькими периодами говорит о том, что ядро кометы имело более одной оси вращения.
Ещё один период (названный «суперпериодом»), вычисленный по выбросам пыли с поверхности, оказался равным 22 дням. А в марте 1997 года неожиданно выяснилось, что в промежутке с февраля по март комета сменила направление вращения на противоположное. Точные причины подобного поведения остаются загадкой, хотя похоже, что дело было в сильных непериодических выбросах газа.

### Споры о спутнике
В 1999 году появилась работа, автор которой для полного объяснения наблюдавшегося характера выделения пыли предположил наличие у кометы двойного ядра. Работа была основана на теоретических исследованиях и не ссылалась на какие-либо непосредственные наблюдения вторичного ядра. Было заявлено, однако, что оно должно иметь диаметр 30 км, при главном ядре в 70 км, расстояние между ними — 180 км, а период взаимного обращения — 3 дня.
Положения этой работы оспаривались астрономами-практиками, утверждавшими, что даже снимки кометы, сделанные телескопом «Хаббл» с высоким разрешением, не содержат следов двойного ядра. Кроме того, в ранее наблюдавшихся случаях комет с двойным ядром они недолго оставались стабильными: орбита вторичного ядра легко нарушалась под действием гравитации Солнца и планет, разрывая комету.
С помощью адаптивной оптики в конце 1997 — начале 1998 была показана некая двойственность в свечении ядра кометы Хейла — Боппа. Правда, нельзя гарантировать, что такой эффект возникает именно из-за двойного ядра.

## Необъяснимое

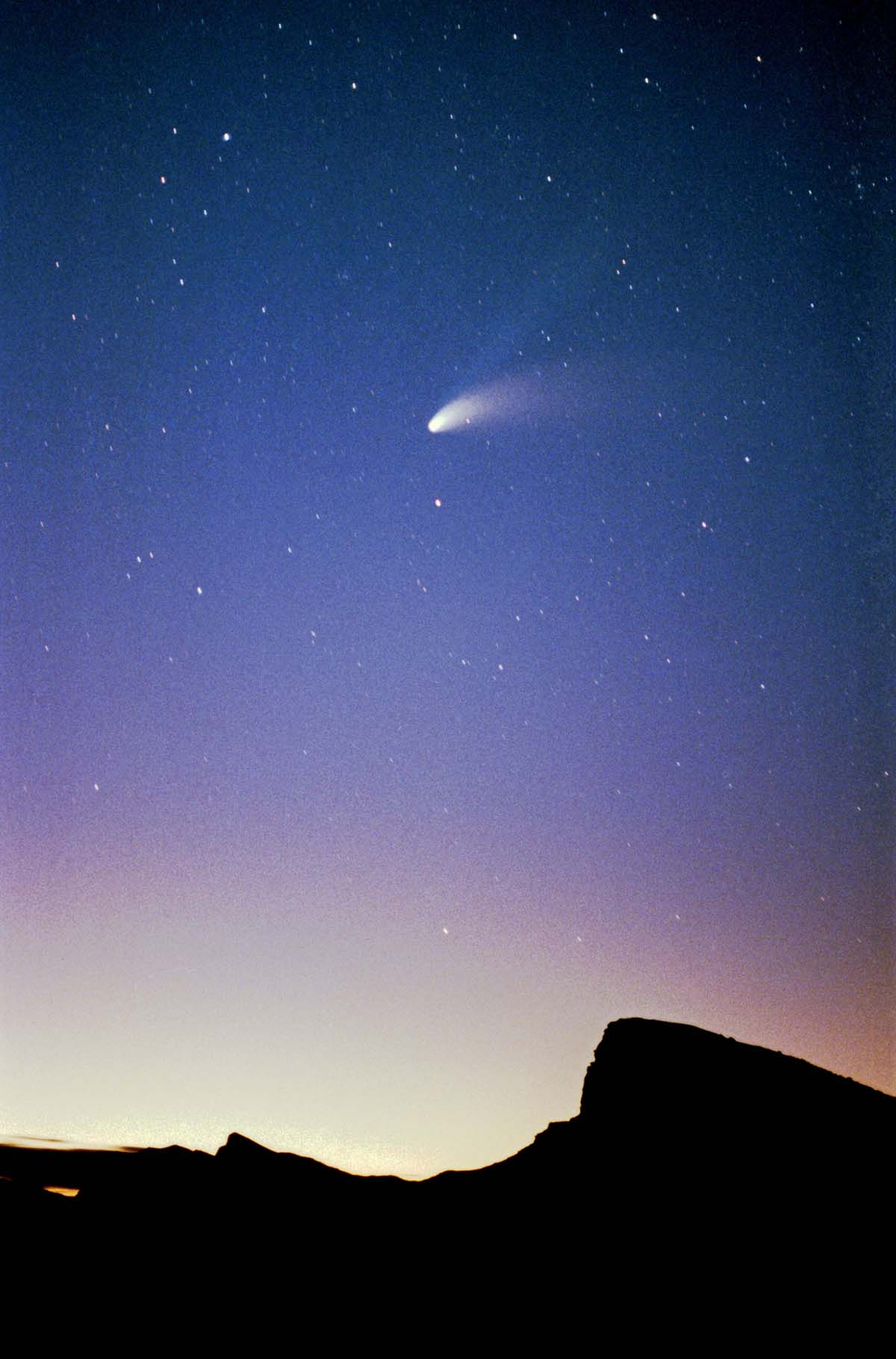
Вид кометы из Долины Смерти, США

Многими народами издревле кометы считаются плохим предзнаменованием, на них смотрят с большим подозрением. Возможно, из-за длительного подлёта к своему перигелию, его необычному размаху и активности, а также высказываний опасений с позиций милленаризма о (тогда ещё) предстоящем наступлении «Y2K» — года 2000, комета стала предметом многих причудливых слухов и теорий.

### «Корабль пришельцев»
В ноябре 1996 года астроном-любитель Чак Шрамек из Хьюстона (Техас, США) сделал цифровой (ПЗС) фотоснимок кометы, на котором можно было различить расплывчатый, слегка удлинённый объект рядом с ней. Когда компьютерная программа не смогла идентифицировать такую звезду, Шрамек позвонил на радио Арта Белла, чтобы сообщить, что он обнаружил «сатурноподобный объект», следующий за кометой. НЛО-энтузиасты, в частности Картни Браун, вскоре заключили, что за кометой летит инопланетный космический корабль. Некоторые эксперты в астрономическом сообществе заявили, что этот объект не что иное как звезда 8,5 величины — SAO141894 — которая не появилась в компьютерной программе Шрамека из-за неправильных настроек пользователя. Этот факт действительно подтверждается, но наполовину: звезда поблизости была, но она была другой звёздной величины. Кроме того, они заявили, что светлые «лучи», исходящие из объекта под углом 45 градусов, были результатом разложения света, и предоставили несколько изображений со схожим эффектом (хотя на их снимках лучей было 4, а не 2).
Позже Арт Белл даже заявил, что у него есть свой снимок объекта — от анонимного астрофизика, намеревающегося подтвердить это открытие. Но астрономы Оливер Хейнот и Дэвид Толен из Гавайского университета ответили, что представленная фотография является изменённой копией их собственного снимка кометы.
Несколькими месяцами позже, в марте 1997 года, религиозный культ, называвший себя «Врата рая» («Небесные врата»), выбрал появление кометы как сигнал для массового культового суицида. Они заявили, что покидают свои земные тела, чтобы совершить путешествие к кораблю, следующему за кометой. 39 адептов культа покончили с собой на ранчо Санта-Фе.

## Наследие кометы
Благодаря длительному времени, доступному для наблюдения, и популяризации в газетах комета Хейла — Боппа стала наиболее обозреваемой среди людей. Комета побила множество рекордов: она находилась на самом дальнем расстоянии от Солнца среди ранее приближавшихся комет, наблюдалась в 2 раза дольше, чем предыдущая рекордсменка, а также оставалась ярче нулевой звёздной величины на протяжении 8 недель.
Композитор Дмитрий Kаюкин создал музыкальный альбом «Comet 97» по воспоминаниям о наблюдении за кометой Хейла — Боппа.
Художник и астрофизик Александр Щербаков запечатлел комету Хейла — Боппа в своей одноимённой картине.
Астроном Леонид Еленин вспоминал:

Вторая мечта — открыть свою комету — появилась у меня уже в старшей школе, весной 1997 года, когда над Северным полушарием Земли «висела» великая комета Хейла — Боппа, которую было видно даже в городе, при свете уличных фонарей. Это было незабываемое зрелище!